# Le Solitaire (film, 1994)
Pour les articles homonymes, voir Le Solitaire.
Le Solitaire est un film policier américain, réalisé en 1994, par Paul Ziller. Il met en vedette Gary Busey et Kim Catrall.

## Synopsis
Dwight Meadows est un policier de la brigade des homicides de Seattle, à la retraite. Solitaire, séparé de sa femme, il est sujet à d'horribles cauchemars et hanté par le souvenir d'une affaire non réglée : la traque d'un serial killer surnommé « le chirurgien »… Il réintègre à contrecœur la police afin d'arrêter un copycat qui imite les meurtres sexuels macabres commis par le chirurgien.
L'affaire se corse lorsque le tueur traque l'ex-femme de Dwight, Allison ainsi que sa nouvelle compagne, Dana.

## Fiche technique
- Titre français : Le Solitaire
- Titre original : Breaking Point
- Réalisation : Paul Ziller
- Scénario : Michael Berlin, Eric Estrin
- Montage : Peter Wunstorf
- Musique : Graeme Coleman
- Production : Michael Strange, Avi Lerner, Joanna Plafsky
- Pays d'origine : Canada
- Format : Couleurs - 35 mm - 1,85:1 - Ultra Stereo
- Genre : Policier
- Durée : 92 minutes
- Date de sortie : 01er Décembre 1994 (Hongrie)

## Distribution
- Dwight Meadows: Gary Busey
- Kim Cattrall : Allison Meadows
- Darlene Vogel : Dana Preston
- Jeff Griggs : Greg Pike
- Blu Mankuma : Marv Lockart
- Lean Blackwood : Arthur
- Laurie Briscoe : Lynn Vickers
- Michaël Tiernan : Ragway
- Douglas Arthurs : Detective Craig Van Zant
- Deryl Hayes : Detective Harry Bosman
- Philip Granger : Larry Gravis
- Stacy Grant : Andi Lawrence
- Franck Ferruci : Chuck Reese
- Sharlene Martin : Joanne